# Пантелис Карасевдас
Пантелис Карасевдас (грч. Παντελής Καρασεβδάς; 1877. у Астакосу, Периферија Западна Грчка — 14. март 1946 Агринион) је био грчки стрелац, учесник првих Олимпијских игара 1896. у Атини.
Карасевдас се такмичио у дисциплинит војничка пушка 200 метара. Он је доминирао на терену. Свих 40 метака погодио је у мету и остварио резултат од 2.350 кругова и освојио прво место.
Такође се такмичио и у дисциплинама пушка слободног избора 300 метара и војнички пиштољ 25 метара. У првој је са 1.039 кругова заузео укупно 5. место, а у такмичењу војничким пиштољем одустао је после прве две серије.